# Anacyclus pyrethrum
Anacyclus pyrethrum (німецька ромашка лікарська, анацикл лікарський як Anacyclus officinarum) — вид рослин із родини айстрових (Asteraceae).

## Біоморфологічна характеристика

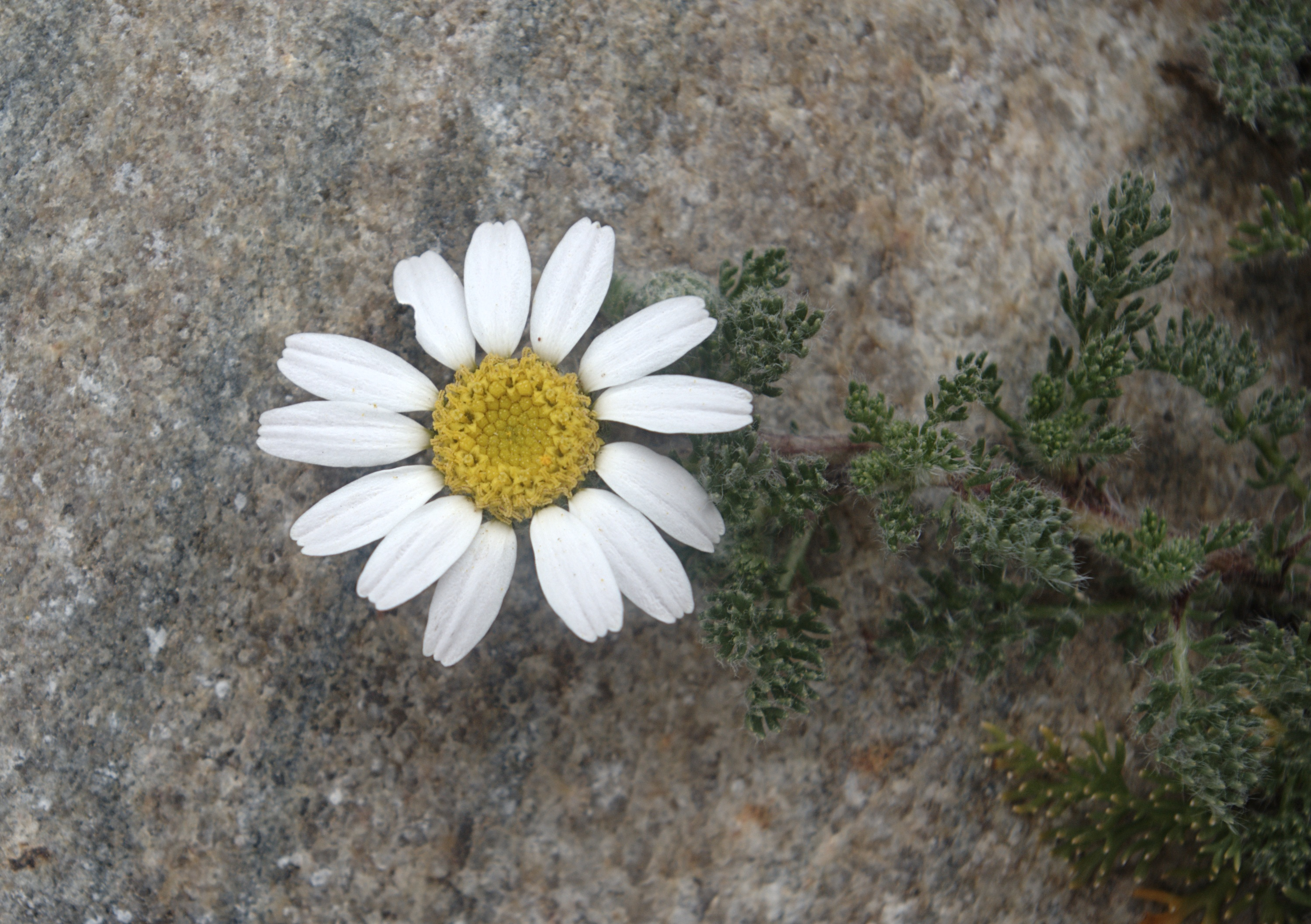

Багаторічник 15–30 см заввишки. Рослина сіро-зелена, густо волохата-павутинна. Стебла на початку повзучі, зрештою прямовисні, сильно розгалужені. Листки чергові, перисті з лінійними частками. Гілки мають поодинокі жовті квіткові головки з пурпурно-крапчастими білими радіальними язичками і жовтими квітковими дисками.

## Середовище проживання
Батьківщиною є західне Середземномор'я — Алжир, Марокко, Іспанія; вид адвентивний чи натуралізований у Європі (у т. ч. Україні), Індії й Пакистані.
Населяє добре дренований кам'янистий ґрунт або трави; на висотах від 800 до 3000 метрів.
В Україні зростає на полях, у садах — на півдні; трапляється диким (ок. Севастополя).

## Використання
Раніше Anacyclus pyrethrum широко використовувався в європейській трав'яній медицині.
Корінь містить алкалоїди і його іноді використовують як інсектицид. 